# Vrtište
Vrtište (cyr. Вртиште) – wieś w Serbii, w okręgu niszawskim, w mieście Nisz. W 2011 roku liczyła 1112 mieszkańców.